# 1967年のスポーツ
- 年度別スポーツ記事一覧

1967年のスポーツでは、1967年（昭和42年）のスポーツ関連の出来事についてまとめる。
1967年前後：1966年のスポーツ - 1967年のスポーツ - 1968年のスポーツ

## できごと
- 1月27日 - 日本プロボウリング協会設立
- 1月28日 - 4カ国参加の世界バレーボール女子選手権で日本は完全優勝
- 2月2日 - 日本相撲協会、九重部屋の出羽海部屋からの分離独立を許可
- 3月4日 - 大相撲の高見山大五郎、外国人初の関取に
- 3月5日 - 第1回青梅マラソン開催
- 3月9日 - 第1回全日本スピードスキー競技大会開催
- 4月8日 - 富士スピードウェイで日本初の24時間耐久レース開催
- 4月28日 - モハメド・アリ、兵役を拒否。世界ボクシング協会タイトルを剥奪。
- 4月29日 - モーターボート平和島競艇場で、競艇界初の500円勝舟投票券の発売開始
- 4月30日 - 藤猛、プロボクシング世界ジュニア・ウェルター級チャンピオンに[1]
- 5月13日 - バレーボール日本リーグが開幕
- 7月19日 - 今井通子がマッターホルン北壁に女性初の登頂に成功
- 7月22日 - 高田光政、グランドジョラス北壁登頂に成功し、アルプス三大北壁制覇
- 8月13日 - バレーボール日本リーグ戦で男子は八幡、女子は日立武蔵が優勝
- 11月21日 - 第42回全日本庭球選手権で16歳の沢松和子が優勝
- 12月3日 - オーストラリアのデイク・クレイトン、国際マラソン選手権において初めて2時間10分を切る
- 12月14日 - 小林弘が世界ジュニア・ライト級チャンピオンに。初の日本人同士の世界戦

## 総合競技大会
- 第6回国際ろう者競技大会冬季大会（西ドイツ・ベルヒスガーデン・2月20日～25日） - 日本の獲得メダル：なし
- 第5回夏季ユニバーシアード（東京・8月26日～9月4日） - 日本の獲得メダル：金21、銀17、銅26
- 第22回清新国体（冬季スケート - 栃木県・1月26日～29日、冬季スケート - 青森県・2月16日～19日、夏季 - 埼玉県・9月17日～20日、秋季 - 埼玉県・10月22日～27日）
天皇杯順位：優勝 埼玉県、第2位 東京都、第3位 大阪府
皇后杯順位：優勝 埼玉県、第2位 東京都、第3位 大阪府

## アイスホッケー
- スタンレーカップ決勝（1966-1967シーズン）
トロント・メープルリーフス （4勝2敗） モントリオール・カナディアンズ

## アメリカンフットボール
- 第1回スーパーボウル（第1回AFL-NFLワールドチャンピオンシップゲーム、1月15日）
グリーンベイ・パッカーズ(NFL) 35-10 カンザスシティ・チーフス(AFL)

## 競馬
- アサデンコウが日本ダービー（東京優駿）で優勝した。

## ゴルフ

### 世界4大大会（男子）
- マスターズ優勝者：ゲイ・ブリュワー（アメリカ）
- 全米オープン優勝者：ジャック・ニクラス（アメリカ）
- 全英オープン優勝者：ロベルト・デ・ヴィセンツォ（アルゼンチン）
- 全米プロゴルフ優勝者：ドン・ジャニュアリー（アメリカ）

### メジャー大会（女子）
- 女子ウェスタンオープン優勝者：キャシー・ウィットワース（アメリカ）
- 全米女子プロ優勝者：キャシー・ウィットワース（アメリカ）
- 全米女子オープン優勝者：キャサリン・ラコステ（フランス）

## サッカー
- 第46回天皇杯全日本サッカー選手権大会決勝
早稲田大学 3-2 東洋工業
- 第3回日本サッカーリーグ
優勝:東洋工業

## 自転車競技

### ロードレース
- 第50回ジロ・デ・イタリア
総合優勝：フェリーチェ・ジモンディ（イタリア）
- 第54回ツール・ド・フランス
総合優勝：ロジェ・パンジョン（フランス）

## テニス

### グランドスラム
- 全豪選手権　男子単優勝：ロイ・エマーソン（オーストラリア）、女子単優勝：ナンシー・リッチー（アメリカ）
- 全仏選手権　男子単優勝：ロイ・エマーソン（オーストラリア）、女子単優勝：フランソワーズ・デュール（フランス）
- ウィンブルドン　男子単優勝：ジョン・ニューカム（オーストラリア）、女子単優勝：ビリー・ジーン・キング（アメリカ）
- 全米選手権　男子単優勝：ジョン・ニューカム（オーストラリア）、女子単優勝：ビリー・ジーン・キング（アメリカ）

## バスケットボール
- NBAファイナル（1966-1967シーズン）
フィラデルフィア・セブンティシクサーズ（東） （4勝2敗） サンフランシスコ・ウォリアーズ（西）

## ボクシング
- 藤猛が、2ラウンドKOで王者サンドロ・ロポポロを破り、プロボクシング世界ジュニア・ウェルター級チャンピオンになった。

## ラグビー
- 第4回日本ラグビーフットボール選手権大会決勝（秩父宮ラグビー場・1月15日）
近畿日本鉄道 27-11 早稲田大学

## 誕生
- 1月9日 - クラウディオ・カニーヒア（アルゼンチン、サッカー）
- 1月22日 - 中西学（京都府、プロレス）
- 1月23日 - ナイム・スレイマノグル（ブルガリア→トルコ、ウエイトリフティング）
- 2月1日 - 大久保博元（茨城県、野球）
- 2月5日 - アンドリュー・マコーミック（ニュージーランド、ラグビー）
- 2月8日 - 泉水智（千葉県、バレーボール）
- 2月13日 - 岡田忠之（茨城県、オートバイレーサー）
- 2月18日 - ロベルト・バッジョ（イタリア、サッカー）
- 2月20日 - 田中ウルヴェ京（東京都、シンクロナイズド・スイミング）
- 2月21日 - リロイ・バレル（アメリカ、陸上競技）
- 2月23日 - 浅野哲也（茨城県、サッカー）
- 2月26日 - 三浦知良（静岡県、サッカー）
- 2月26日 - 初芝清（東京都、野球）
- 3月3日 - 島崎毅（千葉県、野球）
- 3月7日 - 畑中清詞（愛知県、ボクシング）
- 3月10日 - 鈴木大地（千葉県、水泳）
- 3月13日 - 外山英明（千葉県、バスケットボール）
- 3月16日 - 安芸乃島勝巳（広島県、相撲）
- 3月17日 - 中村武志（京都府、野球）
- 3月27日 - 小橋健太（京都府、プロレス）
- 4月6日 - 渋谷浩（福岡県、卓球）
- 4月10日 - 松永幹夫（熊本県、競馬）
- 4月12日 - 菊池新吉（岩手県、サッカー）
- 4月15日 - ダラ・トーレス（アメリカ、水泳）
- 4月15日 - エンセン井上（アメリカ、格闘家）
- 4月24日 - オマー・ビスケル（ベネズエラ、野球）
- 5月3日 - サム・グレコ（オーストラリア、格闘家）
- 5月7日 - 大翔鳳昌巳（北海道、相撲、+1999年）
- 5月10日 - 武田修宏（静岡県、サッカー）
- 5月15日 - ジョン・スモルツ（アメリカ、野球）
- 5月27日 - ポール・ガスコイン（イングランド、サッカー）
- 5月28日 - グレン・ライス（アメリカ、バスケットボール）
- 6月3日 - タマス・ダルニュイ（ハンガリー、水泳）
- 6月15日 - 大林素子（東京都、バレーボール）
- 6月17日 - 大島公一（東京都、野球）
- 6月19日 - ビョルン・ダーリ（ノルウェー、ノルディックスキー）
- 6月23日 - 渡辺智男（高知県、野球）
- 6月27日 - 剣晃敏志（大阪府、相撲、+1998年）
- 7月7日 - 西山秀二（大阪府、野球）
- 7月7日 - トム・クリステンセン（デンマーク、レーシングドライバー）
- 7月12日 - 江尻篤彦（静岡県、サッカー）
- 7月13日 - 北斗晶（埼玉県、プロレス）
- 7月14日 - ロビン・ベンチュラ（アメリカ、野球）
- 7月17日 - 清宮克幸（大阪府、ラグビー）
- 7月18日 - アマル・オシム（ボスニア・ヘルツェゴビナ、サッカー）
- 8月6日 - 南部正司（大阪府、バレーボール）
- 8月9日 - ディオン・サンダース（アメリカ、アメリカンフットボール）
- 8月10日 - リディック・ボウ（アメリカ、ボクシング）
- 8月18日 - 清原和博（大阪府、野球）
- 8月26日 - 佐々岡真司（島根県、野球）
- 8月28日 - 松下浩二（愛知県、卓球）
- 9月5日 - 森下広一（鳥取県、マラソン）
- 9月13日 - 今泉清（大分県、ラグビー）
- 9月13日 - マイケル・ジョンソン（アメリカ、陸上競技）
- 9月18日 - 井原正巳（滋賀県、サッカー）
- 9月19日 - ジム・アボット（アメリカ、野球）
- 9月19日 - アレクサンドル・カレリン（ロシア、レスリング）
- 9月21日 - デニー友利（沖縄県、野球）
- 9月22日 - スペル・デルフィン（大阪府、プロレス）
- 9月23日 - 中山雅史（静岡県、サッカー）
- 9月26日 - ブライアン・トラックスラー（アメリカ、野球、+2004年）
- 9月28日 - 貴闘力忠茂（兵庫県、相撲）
- 10月2日 - フランク・フレデリクス（ナミビア、陸上競技）
- 10月13日 - ハビエル・ソトマヨル（キューバ、陸上競技）
- 10月21日 - アルシンド（ブラジル、サッカー）
- 10月23日 - オマール・リナレス（キューバ、野球）
- 11月6日 - 中垣内祐一（福井県、バレーボール）
- 11月6日 - 松岡修造（東京都、テニス）
- 11月11日 - ジル・ド・フェラン（ブラジル、レーシングドライバー）
- 11月12日 - 高木琢也（長崎県、サッカー）
- 11月21日 - 古賀稔彦（福岡県、柔道）
- 11月22日 - ボリス・ベッカー（ドイツ、テニス）
- 12月14日 - 田中幸雄（宮崎県、野球）
- 12月16日 - ドノバン・ベイリー（ジャマイカ→カナダ、陸上競技）

## 死去
- 1月7日 - ロバート・キッパス（アメリカ、水泳監督、*1890年[2]）
- 1月23日 - ホルコム・ウォード（アメリカ、テニス、*1878年）
- 1月30日 - エディ・トーラン（アメリカ、陸上競技、*1908年）
- 3月16日 - 野口源三郎（埼玉県、陸上競技、*1888年）[3]
- 4月18日 - 稲川東一郎（群馬県、野球、*1905年）
- 6月13日 - ジェラルド・パターソン（オーストラリア、テニス、*1895年）
- 6月14日 - エディ・イーガン（アメリカ、ボクシング、ボブスレー、*1897年）
- 7月5日 - 清水川元吉（青森県、相撲、*1900年）
- 7月21日 - ジミー・フォックス（アメリカ、野球、*1907年）
- 9月2日 - ビルホ・ツーロス（フィンランド、陸上競技、*1895年）